# 제12회 홍콩 영화 금상장
제12회 홍콩 영화 금상장은 1993년 4월 23일에 열린 시상식이다.

## 수상 및 후보

### 작품상
- 케이지맨 - 장지량 수상
- 92 흑장미 대 흑장미 - 진선지 외
- 완령옥 - 관금붕
- 무장원 소걸아 - 진가상
- 황비홍 2 - 남아당자강 - 서극

### 감독상
- 케이지맨 - 장지량 수상
- 황비홍 2 - 남아당자강 - 서극
- 92 흑장미 대 흑장미 - 진선지
- 무장원 소걸아 - 진가상
- 완령옥 - 관금붕

### 각본상
- 케이지맨 - 황인규 외 수상
- 완령옥 - 구대안평
- 심사관 - 소려경
- 92 흑장미 대 흑장미 - 기안
- 무장원 소걸아 - 진건중

### 남우주연상
- 92 흑장미 대 흑장미 - 양가휘 수상
- 폴리스 스토리 3 - 초급경찰 - 성룡
- 시티 보이즈 - 장국영
- 심사관 - 주성치
- 기왕 - 양가휘

### 여우주연상
- 완령옥 - 장만옥 수상
- 동방불패 - 임청하
- 절대쌍교 - 임청하
- 신용문객잔 - 장만옥
- 심사관 - 매염방

### 남우조연상
- 케이지맨 - 요계지 수상
- 절대쌍교 - 오진우
- 첩혈쌍웅 2 - 첩혈속집 - 양조위
- 사랑 이야기 - 황추생
- 황비홍 2 - 남아당자강 - 견자단

### 여우조연상
- 92 흑장미 대 흑장미 - 풍보보 수상
- 사랑 이야기 - 모순균
- 92 흑장미 대 흑장미 - 모순균
- 92 흑장미 대 흑장미 - 황윈스
- 도학위룡 2 - 첩혈위룡 - 엽덕한

### 신인상
- 아비와 아기 - 원영의 수상
- 왕각마장 - 고명화
- 도학위룡 2 - 첩혈위룡 - 주인
- 비호정영지인간유정 - 정수문
- 황비홍 2 - 남아당자강 - 웅흔흔

### 촬영상
- 완령옥 - 반항생 수상
- 무장원 소걸아 - 종지문
- 안개 속에서 2분 더 - 이덕성
- 황비홍 2 - 남아당자강 - 황악태
- 신용문객잔 - 유만당

### 편집상
- 첩혈쌍웅 2 - 첩혈속집 - 오우삼 수상
- 동방불패 - 맥자선
- 황비홍 2 - 남아당자강 - 맥자선
- 도성대형 - 신가전기 - 황영명
- 신용문객잔 - Hung Poon

### 미술상
- 완령옥 - Lai Pan 수상
- 동방불패 - 양화생
- 황비홍 2 - 남아당자강 - 마판차오
- 여락 2 - 뇌락정구 - 막소기
- 녹정기 2 - 신룡교 - 막소기
- 케이지맨 - 황인규 외

### 의상&메이크업상
- 동방불패 - 장숙평 수상
- 완령옥 - Lai Pan
- 심사관 - 여가안
- 녹정기 2 - 신룡교 - 해중문
- 92 흑장미 대 흑장미 - 진아조

### 무술감독상
- 황비홍 2 - 남아당자강 - 원화평 수상
- 폴리스 스토리 3 - 초급경찰 - 당계례
- 녹정기 2 - 신룡교 - 정소동
- 신용문객잔 - 정소동
- 동방불패 - 정소동

### 영화음악상
- 완령옥 - Huang Jin Chen 수상
- 92 흑장미 대 흑장미 - Lowell Lo
- 무장원 소걸아 - 고가휘
- 황비홍 2 - 남아당자강 - 원탁범
- 동방불패 - 원탁범

### 주제가상
- 완령옥
- 동방불패
- 몽성시분
- 무장원 소걸아